# Diecezja Caltagirone
Diecezja Caltagirone (wł. Diocesi di Caltagirone, łac. Dioecesis Calatayeronensis) – diecezja Kościoła łacińskiego w metropolii Katanii we wschodniej Sycylii we Włoszech. Została erygowana 12 września 1816 roku.

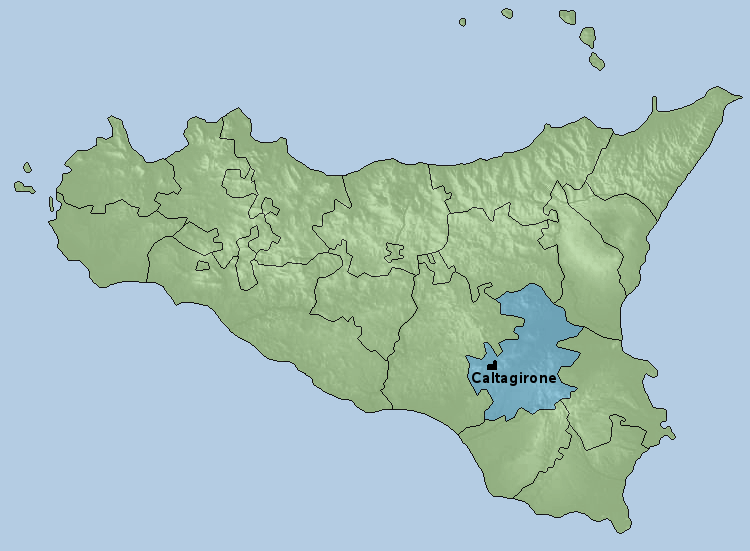
Diecezja na mapie administracyjnej Kościoła na Sycylii

## Główne świątynie
- Katedra: Bazylika katedralna św. Juliana w Caltagirone
- Bazyliki mniejsze:
  - Bazylika Matki Bożej del Ponte w Caltagirone
  - Bazylika św. Jakuba Apostoła w Caltagirone
  - Bazylika św. Mikołaja i Najświętszego Zbawiciela w Militello in Val di Catania

## Biskupi diecezjalni
- Gaetano Maria Trigona e Parisi (1818–1833)
- Benedetto Denti OSB (1833–1853)
- Giuseppe Maria Maniscalco OFMObs. (1854–1855)
- Luigi Natoli (1858–1867)
- Antonino Morana (1872–1879)
- Giovanni Battista Bongiorni (1879–1887)
- Saverio Gerbino (1887–1898)
- Damaso Pio de Bono (1898–1925)
- Giovanni Bargiggia (1927–1937)
- Pietro Capizzi (1937–1960)
- Francesco Fasola (1960–1963)
- Carmelo Canzonieri (1963–1983)
- Vittorio Luigi Mondello (1983–1990)
- Vincenzo Manzella (1991–2009)
- Calogero Peri OFMCap. (od 2009)